# Stopnie wojskowe w Marynarce Wojennej
Stopnie wojskowe w Marynarce Wojennej – lista stopni wojskowych, stosowanych w Marynarce Wojennej od 1921 roku. Wiele z nich ma swoje pochodzenie ze średniowiecza.

## 1924-1934
| ppor. mar. | por. mar. | kpt. mar. | kmdr ppor. | kmdr por. | kmdr |
| bsm.       | st. bsm.  | bsm. fl.  |            |           |      |
| mar.       | st. mar.  | mat       | bsmt       |           |      |

## 1934-1939
| bsm. | st. bsm. | chor. mar. |      |
| mar. | st. mar. | mat        | bsmt |

## 1940-1952
| bsm. | st. bsm. |     |      |
| mar. | st. mar. | mat | bsmt |

## 1952-1956
| bsm. | st. bsm. |     |      |
| mar. | st. mar. | mat | bsmt |

## 1956-1963
| bsm. | st. bsm. |     |      |
| mar. | st. mar. | mat | bsmt |

## 1963-1970
| chor. mar. | st. chor. mar. |     |      |
| bsm.       | st. bsm.       |     |      |
| mar.       | st. mar.       | mat | bsmt |

## 1971-1997
| kadm.          | wadm.      | adm.           |                 |                     |      |
| ppor. mar.     | por. mar.  | kpt. mar.      | kmdr ppor.      | kmdr por.           | kmdr |
| -------------- | ---------- | -------------- | --------------- | ------------------- | ---- |
| mł. chor. mar. | chor. mar. | st. chor. mar. | chor. szt. mar. | st. chor. szt. mar. |      |
| bsm.           | st. bsm.   | bsm. szt.      | st. bsm. szt.   |                     |      |
| mar.           | st. mar.   | mat            | st. mat         | bsmt                |      |

## 1997-2002
| kadm.          | wadm.      | adm.           |                     |                 |                     |
| ppor. mar.     | por. mar.  | kpt. mar.      | kmdr ppor.          | kmdr por.       | kmdr                |
| -------------- | ---------- | -------------- | ------------------- | --------------- | ------------------- |
| mł. chor. mar. | chor. mar. | st. chor. mar. | mł. chor. szt. mar. | chor. szt. mar. | st. chor. szt. mar. |
| bsm.           | st. bsm.   | bsm. szt.      | st. bsm. szt.       |                 |                     |
| mar.           | st. mar.   | mat            | st. mat             | bsmt            | st. bsmt            |

## 2002-2004
| kadm.          | wadm.      | adm. fl.       | adm.                |                 |                     |
| ppor. mar.     | por. mar.  | kpt. mar.      | kmdr ppor.          | kmdr por.       | kmdr                |
| -------------- | ---------- | -------------- | ------------------- | --------------- | ------------------- |
| mł. chor. mar. | chor. mar. | st. chor. mar. | mł. chor. szt. mar. | chor. szt. mar. | st. chor. szt. mar. |
| bsm.           | st. bsm.   | bsm. szt.      | st. bsm. szt.       |                 |                     |
| mar.           | st. mar.   | mat            | st. mat             | bsmt            | st. bsmt            |

## 2004-2022
| kadm.          | wadm.      | adm. fl.       | adm.                |           |      |
| ppor. mar.     | por. mar.  | kpt. mar.      | kmdr ppor.          | kmdr por. | kmdr |
| -------------- | ---------- | -------------- | ------------------- | --------- | ---- |
| mł. chor. mar. | chor. mar. | st. chor. mar. | st. chor. szt. mar. |           |      |
| bsm.           | st. bsm.   |                |                     |           |      |
| mar.           | st. mar.   | mat            | st. mat             | bsmt      |      |

## od 2022
| kadm.          | wadm.      | adm. fl.       | adm.                |           |      |
| ppor. mar.     | por. mar.  | kpt. mar.      | kmdr ppor.          | kmdr por. | kmdr |
| mł. chor. mar. | chor. mar. | st. chor. mar. | st. chor. szt. mar. |           |      |
| bsm.           | st. bsm.   |                |                     |           |      |
| mat            | st. mat    | bsmt           |                     |           |      |
| mar.           | st. mar.   | st. mar. spec. |                     |           |      |